# Reina de reinas: La Virgen María
Reina de reinas, la Virgen María ist ein mexikanischer Spielfilm aus dem Jahr 1948 und hat Maria, die Mutter Jesu Christi zum Thema.

## Handlung
Die Nazarenerin Maria und der Zimmermann Josef verloben sich. Wenig später verkündet ihr ein Engel, dass sie den Messias gebären wird. Maria besucht ihre Cousine Elisabet, die mit einem Sohn, Johannes dem Täufer, schwanger ist.
Josef wird von Engel angewiesen, Maria zur Frau zu nehmen, obwohl sie nicht von ihm schwanger wurde. Kurz vor der Niederkunft reisen Maria und Josef auf Grund einer von Kaiser Augustus angewiesenen Volkszählung in Josefs Geburtsstadt Betlehem. Da es keinen Platz in der Herberge mehr gibt, kommen sie in einem Stall unter. Währenddessen werden die Heiligen Drei Könige vom Stern von Betlehem nach Betlehem geführt. Sie berichten König von der bevorstehenden Geburt des Messias und werden von Herodes angewiesen, ihm mitzuteilen, sobald sie ihn finden. Sie finden Jesus in seiner Krippe im Stall, beten ihn and und beschenken ihn mit Gold, Weihrauch und Myrrhe. Danach suchen sie Herodes nicht wieder auf, sondern kehren auf einem anderen Weg in ihre Heimat zurück.
Josef wird im Traum vom Engel befohlen, mit seiner Familie nach Ägypten zu fliehen. Kurz darauf geschieht der Kindermord in Bethlehem. Nach dem Auszug der Israeliten aus Ägypten kehrt die Familie wieder zurück. Auf einer Pilgerreise der Familie diskutiert der zwölfjährige Jesus im Tempel mit den Hohepriestern.
Als erwachsener Mann verfolgt Jesus seine Mission. Auf der Hochzeit zu Kana vermehrt er den Wein, predigt das Wort Gottes, heilt einen Gelähmten. Nach der Tempelreinigung beschließt der Hohe Rat, ihn zu töten. Jesus hält mit seinen Jüngern das letzte Abendmahl ab. Im Garten Gethsemane wird Jesus von seinem Jünger Judas Iskariot an die Römer verraten. Ihm wird der Prozess gemacht; schließlich wird Jesus von Statthalter Pontius Pilatus zum Tod durch Kreuzigung verurteilt. Judas bereut seinen Verrat und erhängt sich.
Nach seiner Auferstehung erscheint Jesus seinen Jüngern und seiner Mutter und fährt in den Himmel auf.
Von den Jüngern betrauert, stirbt Maria; sie wird von Jesus in den Himmel aufgenommen.

## Hintergrund
Der Film wurde am 11. Februar 1948 in Mexiko veröffentlicht. Er enthält Szenenmaterial des zwei Jahre zuvor veröffentlichten, ebenfalls von Miguel Contreras Torres gedrehten Films María Magdalena, pecadora de Magdala.